# Myeloproliferativa neoplasier
Myeloproliferativa neoplasier (MPNs), även kallat myeloproliferativa sjukdomar (en. myeloproliferative diseases, MPDs), är en grupp sjukdomar där benmärgen producerar ett överskott av celler. De är besläktade med, och kan utvecklas till, myelodysplastiskt syndrom och akut myeloisk leukemi men MPNs har bättre prognos.

## Klassificering
Det finns 4 olika MPNs som delas upp beroende på om det finns en Philadelphiakromosom eller inte.
| Philadelphiakromosompositiva     | Philadelphiakromosomnegativa                                              |
| -------------------------------- | ------------------------------------------------------------------------- |
| - Kronisk myeloisk leukemi (KML) | - Polycythemia vera (PV) - Essentiell trombocytos (ET) - Myelofibros (MF) |

## Orsaker
Alla MPNs uppstår ur en prekursorcell ur en myeloid cellinje i benmärgen. Om en liknande störning istället uppstår i den lymfoida cellinjen uppstår istället en lymfocytär neoplasi (akut lymfatisk leukemi, lymfom, kronisk lymfatisk leukemi eller myelom).